# Jan Tomaszewski
Jan Tomaszewski (født 9. januar 1948 i Wrocław) er en polsk tidligere fodboldspiller (målmand) og -træner.

## Karriere

### Klubber
Tomaszewskis aktive karriere strakte sig over 21 år, hvor han begik sig i både polsk, spansk og belgisk fodbold. Længst tid tilbragte han i hjemlandet, hvor han blandt andet spillede hos ŁKS Łódź og Śląsk Wrocław.

### Landshold
Tomaszewski spillede over en periode på ti år 63 kampe for det polske landshold. Hans debutkamp faldt 10. oktober 1971 i en EM-kvalifikationskamp på hjemmebane mod Vesttyskland, mens hans sidste landskamp var en venskabskamp mod Spanien 11. november 1981.
Tomaszewski deltog med Polen ved både VM 1974 i Vesttyskland hvor holdet vandt bronze, og VM i 1978 i Argentina
Han var desuden med ved OL i 1976 i Montreal, hvor fodboldturneringen var ramt af flere afbud. Således bestod Polens indledende pulje kun af tre hold, og Polen vandt puljen med en sejr og en uafgjort. Ved dette OL gik de to bedste hold fra hver pulje videre til kvartfinaler, og her vandt Polen med 5-0 over Nordkorea. Med sejr på 2-0 i semifinalen over Brasilien var holdet klar til finalen mod DDR, som vandt 3-1, så det blev til OL-sølv til Polen og Tomaszewski, der spillede alle kampe, men blev skadet tidligt i finalekampen, mens Sovjetunionen vandt bronze med sejr over Brasilien.